# Tacet (Label)
Tacet (Eigenschreibweise TACET, lateinisch: „er/sie/es schweigt“) ist ein unabhängiges Musiklabel in Deutschland, das sich auf klassische Musik spezialisiert hat.

## Geschichte
Das Label wurde 1989 von dem Tonmeister Andreas Spreer in Stuttgart gegründet. Seitdem erschienen etwa 400 Veröffentlichungen  von (fast ausschließlich) klassischer Musik.
In den 1990er Jahren veröffentlichte das Label die Gesellschaftsspiel-Reihe „Premiere“ mit Musik-CDs verschiedener Stilrichtungen.
Im Jahr 2002 erhielt Andreas Spreer für seine Arbeit als Tonmeister und Produzent den Ehrenpreis vom Preis der Deutschen Schallplattenkritik. Viele seiner Produktionen wurden mit in- und ausländischen Preisen ausgezeichnet, darunter der Sonderpreis und mehrere Jahrespreise des Preises der deutschen Schallplattenkritik, der International Classical Music Award (ICMA) in der Kategorie Early Music, eine Grammy-Nominierung.
Mit den Musikern und Musikerinnen des Labels besteht in der Regel eine enge und langjährige künstlerische Zusammenarbeit, wie mit dem Pianisten Evgeni Koroliov, dem Auryn Quartett, dem Dirigenten Wojciech Rajski, dem Stuttgarter Kammerorchester, dem Orchester Concerto Budapest unter der Leitung von András Keller, dem Ensemble Peregrina und weiteren mehr.
Dabei entstanden aufnahmetechnische Neuentwicklungen wie „tube only“, der „Tacet Real Surround Sound“ oder Vinyl-LPs, die von innen nach außen abgespielt werden. Bemerkenswert ist die Vielfalt der Tonträgerformate, die das Label bedient. Außer der CD sind das DVD-Audio, SACD, Blu-ray und Vinyl-LP. Produktionen von Tacet werden auch digital vertrieben, Stereoproduktionen über Naxos und Mehrkanalproduktionen über die eigene Website.